# Ezanà di Axum
Ezanà di Axum (conosciuto anche come Æzana, in lingua ge'ez ዔዛና , ‘Ēzānā, non vocalizzato ዐዘነ, ‘Zn; 325 – 356) fu un Re di Axum.

## Biografia
Governò il regno di Axum, situato negli odierni Eritrea, Etiopia, Yemen, Arabia Saudita meridionale, Somalia occidentale, Gibuti, Sudan settentrionale ed Egitto meridionale; assunse per primo il titolo di "re di Saba e Sahlen, Hymiar e Dhu-Raydan". La tradizione riporta che Ezanà successe al padre, Ella Amida, quando ancora era un bambino, e sua madre Sofya assunse il titolo di reggente.

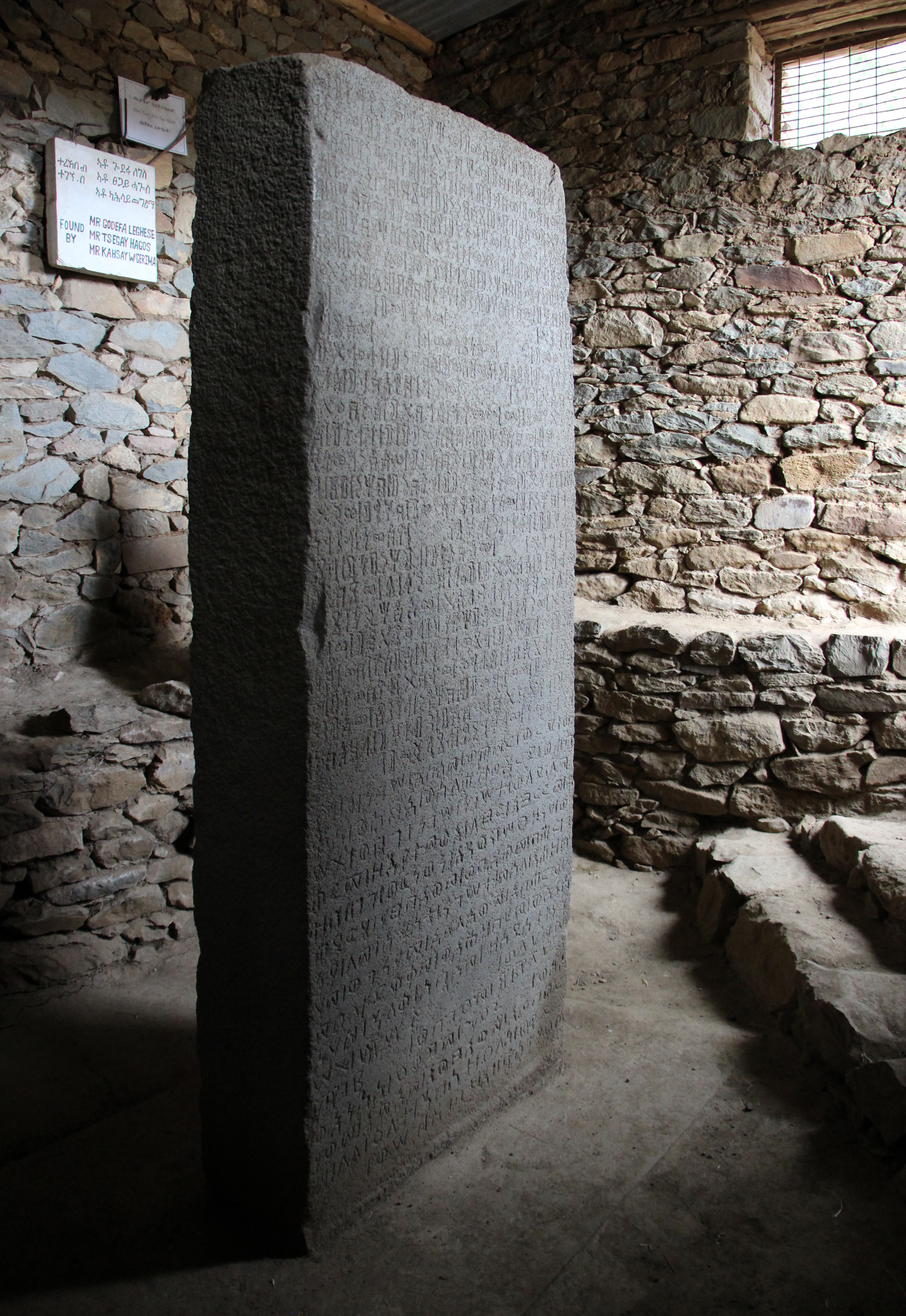
Pietra di Ezanà, scritta in caratteri greci, che ricorda le vittorie del re sulle popolazioni limitrofe.

Fu anche il primo monarca etiope ad abbracciare il Cristianesimo, e il primo dopo Zoskales ad essere menzionato dagli storiografi contemporanei, una situazione che ha condotto Stuart Munro-Hay, studioso di storia etiope, a commentare che "fu il più famoso degli Axumiti prima di Kaleb". Nominò il proprio tutore giovanile, il siriano cristiano Frumenzio, capo della Chiesa copta etiope. Una lettera pervenutaci, inviata dall'imperatore romano ariano Costanzo II e indirizzata a Ezanà e a suo fratello Sazana, richiedeva che Frumenzio fosse inviato ad Alessandria d'Egitto, affinché la sua dottrina fosse esaminata, ed eventualmente approvata o bollata come eretica. Il sovrano axumita non rispose: probabilmente lì nel cuore dell'Africa, lontanissimi da Roma e Costantinopoli, non importava essere più o meno conformi all'ortodossia cristiana, né avere l'approvazione dell'imperatore o dei patriarchi.
Ezanà avviò anche molte campagne militari, che fece ricordare nelle proprie iscrizioni. Un paio di queste, incise in lettere dell'alfabeto ge'ez, sono state ritrovate a Meroe, e riportano testimonianze di una campagna compiuta da Ezanà o dal suo predecessore Ousanas. Mentre alcuni esperti le interpretano come prove della distruzione del Regno di Kush, altri notano che le testimonianze archeologiche fanno pensare più a un graduale declino politico ed economico della regione attorno a Meroe verso il 300.
Su alcune monete coniate sotto il suo regno appare la dicitura greca TOYTOAPECHTHXWPA, "Possa questo giovare al popolo". Stuart Munro-Hay commenta che questo motto "è un aspetto piuttosto interessante del conio axumita, poiché dimostra una concezione reale tesa alla responsabilità nei riguardi delle speranze e della contentezza dei sudditi. Un certo numero di denari d'oro che riportavano il nome di Ezanà sono stati ritrovati negli anni novanta in vari siti archeologici in India, confermando le ipotesi che vi fossero stretti rapporti commerciali con questo paese. Infine si attribuiscono a questo sovrano l'edificazione di numerosissimi edifici e obelischi, oltre che l'omonima Stele situata nella città di Axum.